# Claude-Austrégésile de Bengy de Puyvallée
 Claude-Austrégésile de Bengy de Puyvallée (19 mai 1778, Bourges - 23 mars 1836, Bourges) est un homme politique français.

## Biographie
Fils de Philippe-Jacques de Bengy de Puyvallée, propriétaire dans le Berry et conseiller général, il fut élu, le 14 novembre 1820, député par le collège de département du Cher. Fidèle aux traditions de sa famille, il s'assit au côté droit et vota comme ses collègues de cette partie de la Chambre ; Bonald avait été son éducateur politique. 
Bengy de Puyvallée ne paraît pas avoir répondu aux espérances que les royalistes « libéraux » se plaisaient à mettre en lui, jusqu'à la fin de la législature, il vota avec la droite, restant ainsi un soutien fidèle de la politique royale.
Il a été aussi adjoint au maire de Bourges et président de la Société des agriculteurs du Cher.